# Robert Welch
Robert John Welch (Strabane, 22 de julio de 1859-Belfast, 28 de septiembre de 1936) fue un fotógrafo irlandés interesado en la historia natural, particularmente en los moluscos. 
Hijo de un consumado fotógrafo aficionado escocés, residió durante un tiempo en Enniskillen. Tras la muerte de su padre en 1875, se trasladó ese mismo año a Belfast para formarse como fotógrafo profesional en el estudio de E. T. Church. Ocho años después, en 1883, estableció su propio negocio en Lonsdale Street, en la capital norirlandesa. La mayor parte de su obra fotográfica, principalmente de temática paisajística y urbana, reflejaba la vida de la gente y el paisaje contemporáneo.

## Biografía

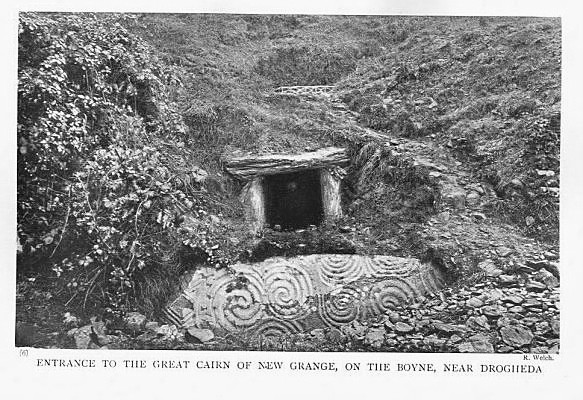
Vista de Newgrange por Robert Welch, c. 1890.

Welch se había especializado en la fotografía de exteriores y tomó miles de fotografías de ciudades y paisajes irlandeses. Era un autor experto y sus estudios sobre la vida en la Irlanda de finales del siglo XIX y principios del XX son citados como recursos valiosos. Muchas de sus fotografías fueron publicadas en artículos científicos y utilizadas en conferencias, así como para ilustrar libros, anuncios y fines publicitarios. Welch también fotografó importantes monumentos nacionales, megalitos y dólmenes, particularmente los complejos de Loughcrew, Carrowmore, la colina de Tara y Newgrange. Es considerado un artista que tenía un excelente sentido de la composición, tanto que, a menudo, conseguía que la población local o los terratenientes posaran como modelos en sus fotografías.
Welch fue contratado como fotógrafo oficial para varias empresas industriales importantes de Belfast, como el astillero Harland and Wolff, bajo cuyo servicio trabajó, durante veinte años, documentando las construcciones de buques encargados a la firma naval, entre ellos, el RMS Titanic.
A lo largo de su vida, Welch recibió numerosos elogios por su obra y contribuciones. En 1904, fue nombrado miembro de la Real Academia de Irlanda por sus contribuciones al campo de la fotografía. La serie de fotografías que tomó de la vida en el oeste y noroeste de Irlanda para la Junta de Distritos Congestionados a finales de los años 1880, lo llevó a recibir una orden real de manos de la reina Victoria cuando esta última visitó el país en 1900. Debido a esto, Welch se convirtió en uno de los cuatro fotógrafos irlandeses condecorados con órdenes reales durante el reinado de la monarca, así como uno de los diez fotógrafos extranjeros en recibir dicho honor. En 1923 fue galardonado con una maestría honoraria en ciencias por la Universidad de la Reina de Belfast.
La vida de Welch estuvo marcada por sus contribuciones a la fotografía, la ecología, la geología, la arqueología, la antropología y el medio ambiente. Se desempeñó como miembro y, durante un tiempo, como presidente del Club de Campo de Naturalistas de Belfast y de la Sociedad Conchológica de Gran Bretaña e Irlanda. En el campo de la fotografía, fue mentor de William Alfred Green, otro destacado fotógrafo de Belfast, quien siguió sus pasos fotografiando varios de los temas y ubicaciones que Welch.
Tras su fallecimiento en 1936, fue recordado en obituarios escritos por otros influyentes naturalistas, fotógrafos y organizaciones, en particular, Robert Lloyd Praeger, la Asociación de Desarrollo Turístico del Ulster, Alexander Hogg y Arthur Wilson Stelfox. En el momento de la muerte de Welch, su obra comprendía miles de fotografías. Una colección de aproximadamente 5000 de sus negativos en placas de vidrio, diapositivas, impresiones, diarios, notas de campo y mapas con anotaciones fueron adquiridos por amigos y familiares para luego presentarlos al Museo del Ulster. Una exposición permanente en dicho museo incluye veinte fotografías ampliadas para su exhibición pública.[cita requerida]  Los negativos de las fotografías que Welch tomó para Harland & Wolff se presentan en el Museo Folclórico y del Transporte del Ulster.
El 26 de marzo de 2010 se inauguró en la casa natal de Welch en Strabane, una placa azul en su memoria. También, apareció en un programa educativo de la BBC, Ulster In Focus.

## Trabajos destacados

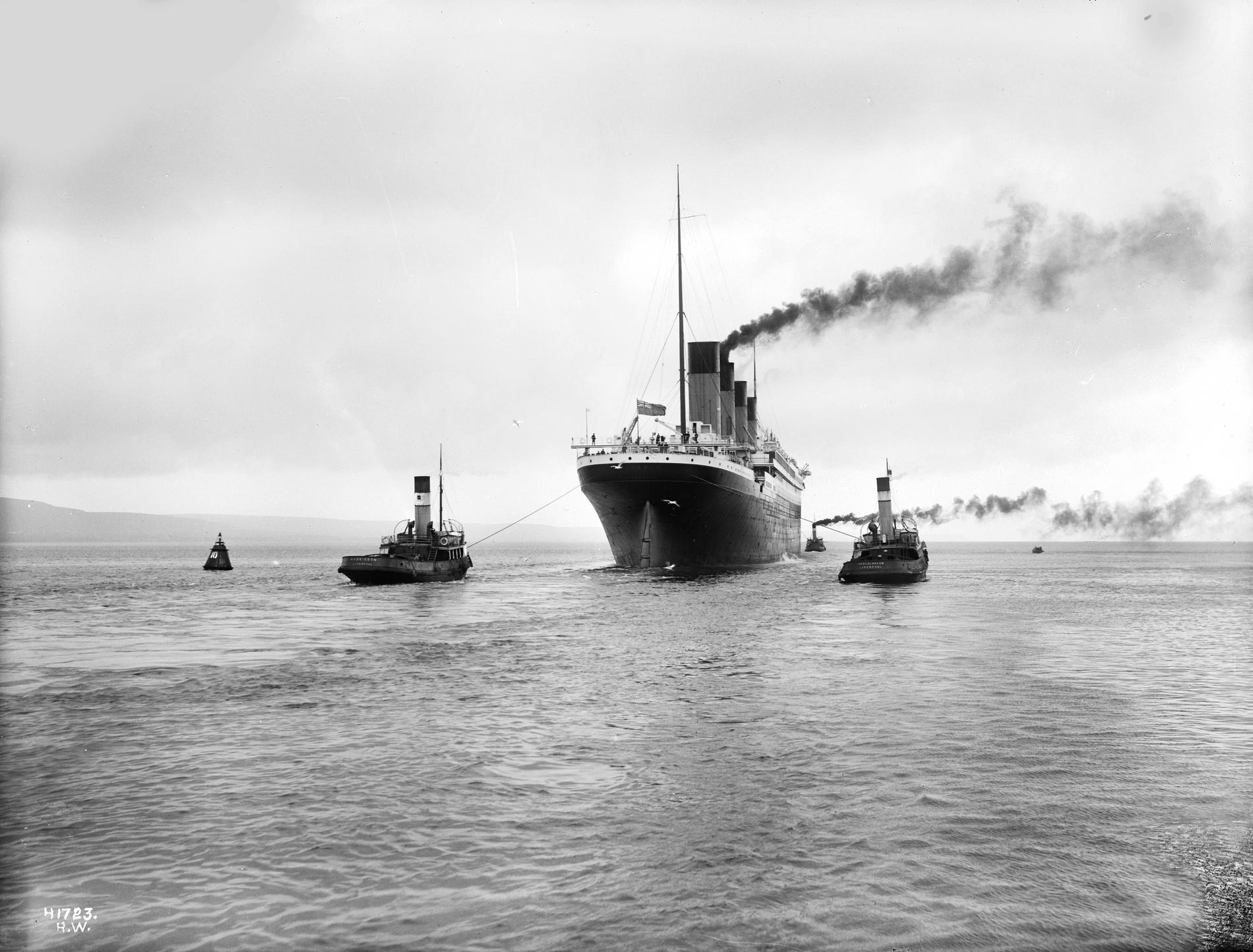
El Titanic navegando a través de Belfast Lough, por Robert Welch, 2 de abril de 1912.

Algunos libros que incluyen varias de las obras y contribuciones de Robert Welch incluyen:
- Enmarcando el oeste: imágenes de la Irlanda rural 1891-1920.
- Una lista de las fotografías de la colección R.J. Welch en el Museo del Ulster.
- El ojo de Irlanda: las fotografías de Robert John Welch.
- Una historia de la tierra y el molusco de agua dulce del Ulster.
- Guía oficial del condado de Down y las montañas Mourne.
- Transatlánticos Olympic y Titanic, barcos gemelos, 6 de marzo de 1912.
- Álbum de fotografías. Una colección de puntos de vista tomados principalmente en Belfast y Ulster c.1870-c.1890.
- Lista de fotografías en la Colección R.J. Welch en el Museo del Ulster. Vol. 2: Botánica, geología y zoología.
- Praeger, Robert Lloyd, M.R.I.A. (1865-1953): colección de fotografías relacionadas con R.L. Praeger, en la Biblioteca de la Real Academia de Irlanda.
- Álbum de vistas de Belfast.
- 'Los acantilados y cuevas de Gobbins, Co. Antrim.[13]